# 拜倫鎮區 (明尼蘇達州沃西卡縣)
拜倫鎮區（英語：Byron Township）是位於美國明尼蘇達州沃西卡縣的一個行政鎮區。

## 歷史
拜倫鎮區於1858年設立，得名自貸款管理人拜倫·F·克拉克（Byron F. Clark）。

## 地方資料
拜倫鎮區的面積為93.55平方千米，當中陸地面積為93.35平方千米，而水域面積為0.20平方千米。根據2020年美國人口普查的數據，當地共有人口216人，而人口密度為每平方千米2.31人。